# Lollipop Chainsaw
Lollipop Chainsaw — компьютерная игра в жанре action-adventure с элементами hack and slash, разработанная студией Grasshopper Manufacture и выпущенная в 2012 году для PlayStation 3 и Xbox 360. Игроки управляют восемнадцатилетней старшеклассницей Джульетт Старлинг, которая вооружена бензопилой и сражается с ордами зомби во время апокалипсиса в день своего совершеннолетия. Её сопровождает обезглавленная голова парня Ника, которая висит у неё на поясе после того, как Джульетт спасла его от превращения в зомби.
В разработке игры участвовали продюсер Гоити Суда, кинорежиссёр Джеймс Ганн, отвечавший за сценарий, и композитор Акира Ямаока. Игра сочетает в себе абсурдный юмор, стилизованное насилие и пародию на американскую поп-культуру, представляя борьбу против пяти демонических боссов — Тёмных Поставщиков, каждый из которых олицетворяет различные музыкальные жанры.
Lollipop Chainsaw получила смешанные отзывы критиков — одни хвалили её за оригинальность, атмосферу и чувство юмора, другие критиковали за повторяющийся игровой процесс и проблемы с управлением. В Японии игра была встречена более положительно, получив высокие оценки от Famitsu и Dengeki PlayStation, в то время как западные издания дали ей «смешанные или средние» отзывы. В 2024 году состоялся выпуск обновленной версии под названием Lollipop Chainsaw RePOP.

## Игровой процесс

Пример игрового процесса с распиливанием зомби

Lollipop Chainsaw представляет собой видеоигру в жанре hack and slash, в которой игроки управляют Джульетт Старлинг, сражающейся с ордами зомби. Джульетт может использовать рукопашные атаки, уклонения, а также высокие и низкие удары бензопилой. Зомби можно оглушить, после чего их можно мгновенно уничтожить атакой бензопилой. За победы над зомби, разрушение объектов и спасение одноклассников игрок получает золотые медали. Эти медали можно потратить в магазинах Chop2Shop.zom, расположенных на каждом уровне, где Джульетт может приобрести новые приёмы и комбо, а также предметы для улучшения характеристик. Механика Sparkle Hunting активируется, когда Джульетт одновременно или в быстрой последовательности убивает трёх или более зомби, и награждает платиновыми медалями, которые можно потратить на дополнительный контент, такой как костюмы, музыка и художественные изображения.
По мере прохождения игры Джульетт также получает способность Chainsaw Dash, позволяющую совершать рывки с бензопилой и прыгать с трамплинов, а также Chainsaw Blaster — дальнобойное оружие для поражения врагов и препятствий на расстоянии. На протяжении игры Джульетт может собирать леденцы, которые восстанавливают здоровье. Максимальное количество леденцов, которое может носить Джульетт, зависит от уровня сложности. Джульетт погибает при потере всего здоровья или провале определённых сценариев, однако в первом случае она может воскреснуть при успешном розыгрыше рулетки.
Во время путешествия Джульетт сопровождает её парень Ник в виде отрубленной головы, висящей у неё на поясе. В определённых моментах игры голову Ника можно прикрепить к обезглавленному телу зомби, при этом игрок должен ритмично нажимать кнопки, чтобы управлять им и расчищать путь для Джульетт. Получив билеты Ника, Джульетт может активировать рулетку Ника, которая позволяет выполнять различные приёмы с использованием головы Ника, такие как бомбардировочная атака или приведение множества зомби в состояние оглушения. Заполнив шкалу звёзд победами над зомби, Джульетт может активировать специальное состояние, которое на ограниченное время усиливает её бензопилу, позволяя эффективнее побеждать зомби и легче активировать Sparkle Hunting.

## Сюжет
В день своего 18-летия Джульетт Старлинг отправляется в парк перед старшей школой Сан-Ромеро, чтобы встретиться со своим парнем Ником Карлайлом, который должен впервые познакомиться с её семьёй. Однако в это время происходит вспышка зомби-эпидемии, из-за чего Джульетт вынуждена сражаться с зомби по пути к встрече с Ником. Когда она прибывает на место встречи, Ник оказывается укушен зомби, защищая её. Чтобы предотвратить его превращение в зомби, Джульетт обезглавливает его.
Когда Ник приходит в себя, он обнаруживает, что каким-то образом остался жив, несмотря на то, что представляет собой отрубленную голову. Джульетт объясняет ему, что она и её семья являются охотниками на зомби, и что она провела над ним магический ритуал, чтобы сохранить его человечность. Джульетт прикрепляет голову Ника к своему поясу и встречается со своим наставником Дзюндзи Морикавой, который объясняет, что Вселенная разделена на три мира: Землю, Мир за Пределами Слов — небесное царство, где обитают души, и Гнилой Мир — адское царство, где живут демоны и зомби. Кто-то открыл портал между мирами, что привело к вспышке зомби-эпидемии. Джульетт и Морикава встречают виновника эпидемии — гота по имени Свон, который призывает в мир пять разумных зомби, называемых Тёмными Поставщиками, представляющих собой стереотипы различных аспектов музыки, связанных с рок-н-роллом. Морикава пытается остановить Свона, но получает смертельные ранения.
Свон посылает против Джульетт первого Тёмного Поставщика по имени Зед (олицетворяющего панк-рок), но она убивает его и отправляет обратно в Гнилой Мир. Однако перед смертью Зед произносит латинское заклинание, что впоследствии делают и все остальные Поставщики при своей гибели. Морикава говорит Джульетт очистить школу и убить четырёх оставшихся Поставщиков, чтобы спасти мир, после чего умирает.
Джульетт охотится на Поставщиков при помощи своих сестёр Корделии и Розалинд. Джульетт встречает второго Тёмного Поставщика Викке (викинг-метал), с которым сражается на борту его летающего драккара, и отправляет его обратно в Гнилой Мир. Драккар падает на ферму, где на Джульетт нападает третий Тёмный Поставщик Мариска (психоделический рок), но Джульетт побеждает её и отправляет обратно в Гнилой Мир. Прибывает отец Джульетт Гидеон и отвозит её обратно в город, где они проникают в игровой зал, чтобы спасти Розалинд, которая была захвачена четвёртым Тёмным Поставщиком Джози (фанк). Джульетт побеждает Джози и спасает Розалинд.
Наконец, когда остаётся только один Тёмный Поставщик, семья Джульетт объединяет усилия, чтобы войти в собор в центре города, где обитает пятый и последний Тёмный Поставщик Льюис Леджнд (рок-н-ролл). Проникнув в его логово, Джульетт сражается с Льюисом и убивает его. Появляется Свон и раскрывает, что позволил Джульетт убить всех Тёмных Поставщиков, чтобы истинный повелитель зомби мог вернуться в этот мир, а латинские фразы, которые они произносили при поражении, были частью заклинания для его призыва. Жаждая мести миру за издевательства, которые он терпел в школе, и свою безответную любовь к Джульетт, Свон отстреливает себе голову, чтобы завершить ритуал, и поглощается вместе со всеми остальными нежитью в вихрь, который материализуется в верховного зомби — Киллабилли.
Джульетт сражается с Киллабилли, и к ней обращается дух Морикавы, который даёт ей советы. Джульетт проникает в пасть Киллабилли и попадает в чрево демона, где в его сердце она обнаруживает обезглавленное тело Свона. Она узнаёт, что должна поместить голову Ника на тело Свона, чтобы уничтожить Киллабилли, и выполняет это действие после того, как пара признаётся друг другу в любви. Киллабилли взрывается, и в состоянии клинической смерти Ник узнаёт от духа Морикавы, что его самоотверженная жертва дарует ему новую жизнь с новым телом. Ник воскресает в теле Морикавы, но это не влияет на отношения пары. Вместе Ник и семья Старлинг возвращаются домой на празднование дня рождения Джульетт. Если игрок спасёт всех доступных одноклассников в ходе игры, день рождения Джульетт пройдёт успешно. Однако если игрок допустит гибель одного или нескольких одноклассников, выяснится, что мать Джульетт была превращена в зомби.

## Разработка и выпуск

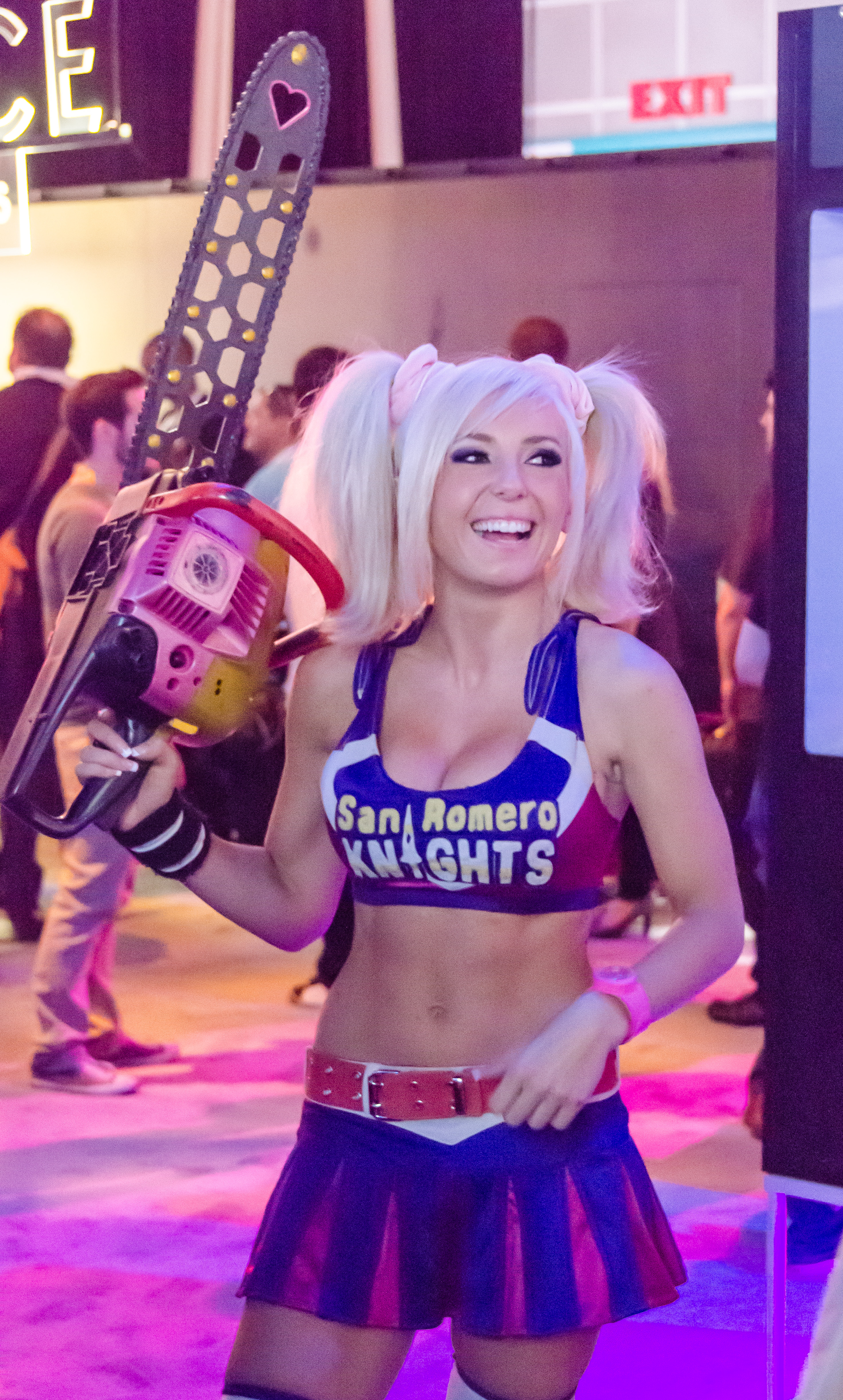
Косплей-модель Джессика Нигри (на фото на E3 2012) оделась как Джульет Старлинг во время маркетинговой кампании игры.

До официального анонса в июле 2011 года Lollipop Chainsaw впервые упоминалась как безымянная игра с «стильным боевым геймплеем» в статье на сайте 1UP.com от октября 2010 года, посвящённой партнёрству компании Kadokawa Shoten с студиями Grasshopper и Prope. Суда описал игру как содержащую неожиданные сюжетные повороты и юмористические элементы. Он заявил, что игра получит широкое распространение на международном рынке. Издателем игры за пределами Японии выступила компания Warner Bros. Interactive Entertainment, а кинорежиссёр Джеймс Ганн принимал участие в разработке сюжета и персонажей игры.
Персонажей игры разработал иллюстратор «NekoshowguN», ранее работавший над музыкальными играми GuitarFreaks и DrumMania. Он также создал дизайн бензопилы, которую использует Джульетт Старлинг. 1 февраля 2012 года было объявлено, что Джимми Юрин из электро-панк группы Mindless Self Indulgence сочинит музыку для битв с боссами. Он также озвучил Зеда — босса в стилистике панк-рока. 6 марта 2012 года было анонсировано, что среди загружаемого контента для игры будут представлены различные костюмы для Джульетт, основанные на пяти персонажах из четырёх аниме-сериалов: Рэй Миямото и Саэко Бусудзима из «Школы мертвецов», Сиро из «Страны чудес смертников», Манъю Тифуса из Manyū Hiken-chō и Харуна из Is This a Zombie?.
Специальное издание Lollipop Chainsaw Valentine Edition было выпущено ко Дню святого Валентина 14 февраля 2013 года в Японии. Переиздание включает дополнительный контент: код полной разблокировки, лимитированную обложку и два бонусных DVD. Диск Happy Valentine содержит материалы для ПК, такие как часы для рабочего стола, обои и коллекцию трейлеров; диск Premium Movie включает внутриигровые ролики и комикс ко Дню святого Валентина.

## Отзывы
| Сводный рейтинг     | Сводный рейтинг              |
| Агрегатор           | Оценка                       |
| ------------------- | ---------------------------- |
| GameRankings        | (X360) 70,49 % (PS3) 67,61 % |
| Metacritic          | (X360) 70/100 (PS3) 67/100   |
| Иноязычные издания  |                              |
| Издание             | Оценка                       |
| 1UP.com             | C−                           |
| Edge                | 7/10                         |
| Famitsu             | 36/40 (9/9/9/9)              |
| G4                  | 3/5                          |
| Game Informer       | 7,5/10                       |
| GameRevolution      | [ 10 ]                       |
| GameSpot            | 6,5/10                       |
| GameZone            | 9/10                         |
| IGN                 | 5/10                         |
| Play (UK)           | 72 %                         |
| Destructoid         | 9/10                         |
| Dengeki PlayStation | 83,75/100 (75/90/90/80)      |
| Gamestyle           | 9/10                         |
| Gaming Age          | A−                           |
| Joystiq             | [ 24 ]                       |
| Machinima.com       | 8,5/10                       |
| The Daily Telegraph | [ 25 ]                       |
| Digital Spy         | [ 26 ]                       |

| Русскоязычные издания | Русскоязычные издания |
| Издание               | Оценка                |
| --------------------- | --------------------- |
| StopGame.ru           | «Похвально»           |

В Японии Lollipop Chainsaw получила в целом положительные отзывы критиков. Журнал Famitsu поставил игре оценки 9 из 10 от четырёх рецензентов, что составило общий агрегированный балл 36 из 40. Четыре рецензента журнала Dengeki PlayStation поставили игре оценки 75, 90, 90 и 80 баллов, что в среднем составило 83,75 из 100. В западных странах игра получила «смешанные или средние» отзывы критиков согласно сайту-агрегатору рецензий Metacritic.
Издание IGN положительно оценило внешний вид и атмосферу игры, но раскритиковало игровой процесс, назвав его «однообразным, медленным и неудовлетворительным». Game Informer отметил: «Концепция увлекательна и оригинальна, но в реализации геймплея слишком много недостатков для полного принятия». GameSpot похвалил шутки игры, разнообразие геймплея и битвы с боссами, но раскритиковал грубость подачи, управление, недостатки камеры и боевую систему. Destructoid положительно оценил боевую систему версии для Xbox 360, назвав её «интуитивной, качественной и вызывающей положительные эмоции». Джеймс Стефани Стерлинг, редактор обзоров Destructoid и рецензент версии для данной игровой системы, назвал игру одной из своих любимых игр 2012 года. Издание 1UP.com охарактеризовало игру как «пустую и сосредоточенную на внешнем образе». GameZone назвал версию для той же игровой системы «одним из самых уникальных проектов, которые мне довелось испытать», похвалив боевую систему, но раскритиковав камеру, отметив, что она «загораживает действие возле стены, и нужно несколько секунд, чтобы камера восстановилась и снова показала происходящее».
Издание The Daily Telegraph охарактеризовало версию для Xbox 360 следующим образом: «Непоследовательная, умная, инфантильная, ограниченная, но неизменно увлекательная, Lollipop Chainsaw представляет собой своеобразный противоречивый проект. Сатирическая подача не всегда срабатывает удачно, а активный подход Grasshopper к игровому дизайну может как впечатлять, так и раздражать. Однако оригинальность Lollipop Chainsaw и качественный сценарий помогают преодолеть эти недостатки…». Издание 411Mania в рецензии на версию для PlayStation 3 отметило: «Жаль, что игровой контент не соответствует яркой презентации Lollipop Chainsaw. Вступительный ролик выполнен превосходно и знакомит с игровым миром, вызывая положительные эмоции. Мир настолько креативен и интересен для исследования, что прискорбно видеть посредственный геймплей. Если оценивать игру только по боевой системе, результат был бы довольно низким, но все остальные элементы Lollipop Chainsaw делают её приемлемым игровым опытом, достойным внимания».
Digital Spy назвало игру «забавным, но недолговечным развлечением, которое понравится не всем, но оставит заметное впечатление у игроков, прошедших её до конца». The Escapist отметило, что «несмотря на внешнюю привлекательность такого необычного проекта как Lollipop Chainsaw, базовая игровая механика и повторяющийся юмор не компенсируют недостатки игрового процесса». Однако The Digital Fix заявило, что «хотя Lollipop Chainsaw можно рассматривать как ироничный взгляд на американский гедонизм, игра выходит за рамки пародии в область неуместной демонстрации телесности. Ещё хуже то, что при всей своей экстравагантности игра отличается монотонностью».